# 阿卜杜拉·赛义德
阿卜杜拉·赛义德少將（？—1988年），是一名巴基斯坦軍官和外交官。

## 生平
他曾在卡库尔担任當地军事学院的指挥官，在齐亚·哈克將軍推翻時任總理佐勒菲卡尔·阿里·布托时担任俾路支省的首席戒严令局长，后来在齐亚·哈克總統任上担任巴基斯坦驻墨西哥、哥斯达黎加、巴拿马、委内瑞拉和古巴大使。
1988年他因结肠癌病逝后，哈克总统特地表示慰问。